# Philippe Léotard
Philippe Léotard, właśc. Ange Philippe Paul André Léotard-Tomas (ur. 28 sierpnia 1940 w Nicei, zm. 25 sierpnia 2001 w Paryżu) – francuski aktor filmowy, teatralny, radiowy i telewizyjny, poeta i piosenkarz.

## Filmografia
- 1970: Małżeństwo (Domicile conjugal) jako pijak
- 1971: Dwie Angielki i kontynent (Les Deux Anglaises et le Continent) jako Diurka
- 1973: Dzień Szakala (The Day of the Jackal) jako Żandarm
- 1975: Francuski łącznik II (French Connection II) jako Jacques
- 1982: Równowaga (La balance ) jako Dede Laffont
- 1982: Pirat (The Pirate) jako Nr 5
- 1983: Cześć, pajacu (Tchao Pantin) jako policjant Bauer
- 1995: Nędznicy (Les Miserables) jako Thénardier